# فرودگاه نظامی هلیکوپتر لاو
فرودگاه نظامی هلیکوپتر لاو (به انگلیسی: Lowe Army Heliport) (به زبان بومی: Fort Rucker) یک فرودگاه نظامی با کد یاتا LOR است که یک باند فرود آسفالت دارد و طول باند آن ۶۱۰ متر است. این فرودگاه در کشور ایالات متحده آمریکا قرار دارد و در ارتفاع ۹۰ متری از سطح دریا واقع شده است.